# Huddinge
Huddinge is een Zweedse gemeente in Södermanland. De gemeente behoort tot de provincie Stockholms län. Ze heeft een totale oppervlakte van 140,63 km² en telde in 2012 100.116 inwoners.

## Plaatsen
- Vidja
- Gladö kvarn
- Ådran en Östorp
- Bruket
- Lissma

## Onderverdeling van de gemeente
- Flemingsberg (pop. 14,924)
- Segeltorp (pop. 11,870)
- Sjödalen-Fullersta (pop. 22,304)
- Skogås (pop. 13,783)
- Stuvsta-Snättringe (pop. 15,847)
- Trångsund (pop. 9,912)
- Vårby (pop. 10,115)

## Verkeer en vervoer
Bij de plaats lopen de Länsväg 225 en Länsväg 259.
De plaats heeft een station aan de spoorlijn Stockholm - Göteborg.

## Partnersteden
- Lyngby-Taarbæk (Denemarken)
- Nuuk (Groenland)
- Vantaa (Finland), sinds 1951

## Geboren in Huddinge
- Tore Sjöstrand (1921-2011), atleet en olympisch kampioen
- Ylva Johansson (1964), politica
- Tova Magnusson (1968), actrice en filmregisseuse
- Magnus Hedman (1973), voetbaldoelman
- Jessica Lindell-Vikarby (1984), alpineskiester
- Molly Sandén (1992), zangeres